# Günter Albrecht (Journalist)
Günter Albrecht (* in Passau) ist ein deutscher Journalist
und Autor.

## Wirken
Albrecht arbeitete als Journalist für den Bayerischen Rundfunk. 1980 erhielt er einen Ernst-Schneider-Preis in der Kategorie Hörfunk. Er ist Autor mehrerer Bücher zu bayerischen Themen.
Günter Albrecht lebt in Südspanien.

## Werke
- 99 Sachen, die muss ein Bayer machen!, Band 1 und 2
- 100 mal Bayern
- Ohne Bayern kein Bier – Ohne Bier kein Bayern
- Heiter bis tödlich – die schönsten Geschichten rund um München
- Königliche Braukunst – Die Wittelsbacher und das Bier